# 南香織
參數所指定的目標頁面不存在，建議更正成存在頁面或直接建立下列一個頁面（建立前請先搜尋是否有合適的存在頁面可以取代）：
- 南香織 (模特兒)

南香織（日语：南 かおり，1969年6月25日—），日本女藝人、主持人、配音員。主要從事關西地區當地的電視、電台演出。所屬的經紀公司是株式會社Office Keyword。京都女子大學短期大學部出身。身高159cm。O型血。
為人熟知的是1991年4月起擔任電台節目DJ至今長達25年以上的《青春Radimenia》。而暱稱也出自於同電台節目。

## 演出

### 電視節目
現在
- 奈良星期五9（日语：ならフライデー9）（奈良電視台，進行）
- （讀賣電視台，旁白）
- （關西電視台，節目主持人）
- 千原漫遊記（讀賣電視台，旁白）
- GM（大阪電台頻道）

過去
- 早安朝日（朝日放送）
- （MBS，外景記者）
- （MBS，外景記者）
- FNN World Uplink（日语：FNN World Uplink）→FNN 早安！SUNRISE（日语：FNN おはよう!サンライズ）（富士電視台製作，負責關西電視台的外景取材）
- 遊戲王（KING）（朝日放送）
- （MBS）
- 只有KISS就不要！（日语：キスだけじゃイヤッ!）→藝戀REAL（日语：芸恋リアル）（讀賣電視台，旁白）
- ABC購物（朝日放送）
- 命（Happy Channel，旁白）
- SUPER SURPRISE（日语：SUPER SURPRISE）（讀賣電視台，旁白）
- 原來如此！市場（日语：なるほど!市場）（MBS，節目主持人）
- （讀賣電視台，旁白）
- Anime Navi-u（日语：アニメ・ナビu）（SUN電視台，分春季1回、秋季1回一年合計共2回播出，節目主持人）
- （奈良電視台，擔任星期五的主播）
- （BS富士，節目助理）

### 廣播節目
- 現在
  - （每日放送，每週一24時00分－24時30分）
  - 青春Radimenia（日语：青春ラジメニア）（關西電台，每週六19時00分－22時00分）
  - 南香織的得！（朝日放送，每週一至週五28時15分－28時30分）
  - HAPPY PLUS（日语：ハッピー・プラス）（大阪電台，每週一、二8時00分－11時30分）

- 過去
  - FM點播時間（日语：FMリクエストアワー）（NHK奈良放送局）
  - （大阪電台）
  - 三代澤康司（日语：三代澤康司）～5時間一本勝負→三代澤康司～360分→岡元昇～360分（朝日放送）
  - →→（每日放送）
    - 與在本節目共演的國府田麻理子是業界同行好友。

  - 我們+M（日语：+M）→+M（每日放送）
  - 星期二難波音樂SHOW『桑名正博之性的Mo-Jah之夜』（每日放送）
  - 南香織的Hello Music Land（日语：南かおりのHello Musicらんど）（KBS京都）
  - Radimeni玉手箱（日语：青春ラジメニア）（關西電台）
  - （每日放送）
  - （大阪電台，每週六7時30分－10時00分，2014年8月2日－2015年9月26日[4]）
  - （每日放送、大阪電台、朝日放送的FM補完放送開始紀念節目，3局同時製播放送。2016年3月19日）
  - 南香織的難波七幸朝聖（大阪電台，每週六5時00分－5時15分）
  - 讀賣旅行之旅電台（大阪電台，每週一19時45分－19時55分）
  - Radimeni玉手箱R（以限期的方式在「關西電台Online Store」網站更新）
  - 青木和雄（日语：青木和雄）的直到中午都要EEYAN！（日语：青木和雄の昼までえぇやん!）（大阪電台，每週五9時00分－11時35分，2016年4月－2019年3月29日）

### 有線傳播
- 【a-FANFAN X】『南』（USEN440 CG26Ch，毎個月的第2週播出）

### 網路節目
- 星期六（K'z Station）
- 星期三（K'z Station）
- Sha-la-la ～兩人～（Princess Planet Club）
- no ～關西探險隊～（K-opticom（日语：ケイ・オプティコム））

### 配音

#### 遊戲
1997年
- 3D侍魂（色、木偶♀、壞帝由加、黑子）

1998年
- 侍魂2 ～阿斯拉斬魔傳～（色、半陰色）

2000年
- 格鬥天王2000（凡妮莎[注 1]、黛安娜[注 2]）

2001年
- 格鬥天王2001（凡妮莎）

2001年
- 格鬥天王2002（凡妮莎）

2003年
- SNK VS. CAPCOM SVC CHAOS（日语：SNK VS. CAPCOM SVC CHAOS）（色）

2005年
- NeoGeo Battle Coliseum（日语：ネオジオバトルコロシアム）（色、奇莎拉·韋斯特菲爾德、卷島柚子）
- 格鬥天王XI（凡妮莎）

2009年
- 格鬥天王2002 UNLIMITED MATCH（凡妮莎）

#### 電影動畫
1998年
- 藍色恐懼（記者）[5]

### 其它
2009年
- 鋼之鍊金術師 Festival 2009（主持人）

2010年
- 平城遷都1300年祭（日语：平城遷都1300年記念事業）（主持人）

2011年
- 少女妖怪 石榴 ～春、爛漫～（主持人）

2013年
- 有頂天家族 先行開場活動（主持人）

## 腳註

## 外部連結
- 株式會社Office Keyword的資歷簡介（页面存档备份，存于） （日語）
- （日語）－南香織的官方個人部落格。
- 南香織的X（前Twitter） （日語）